# Secessionsgebouw

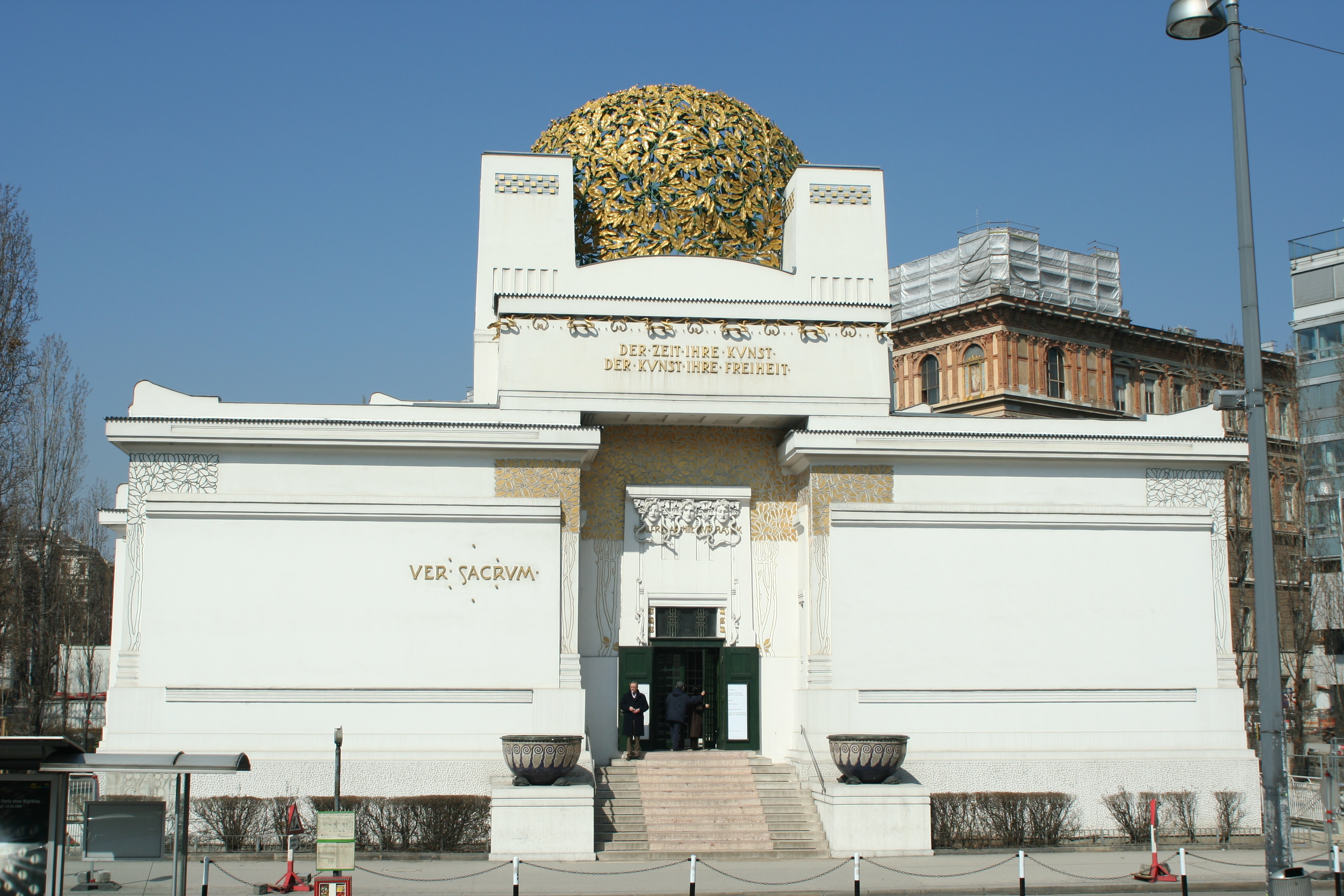
Het gebouw van de Wiener Secession

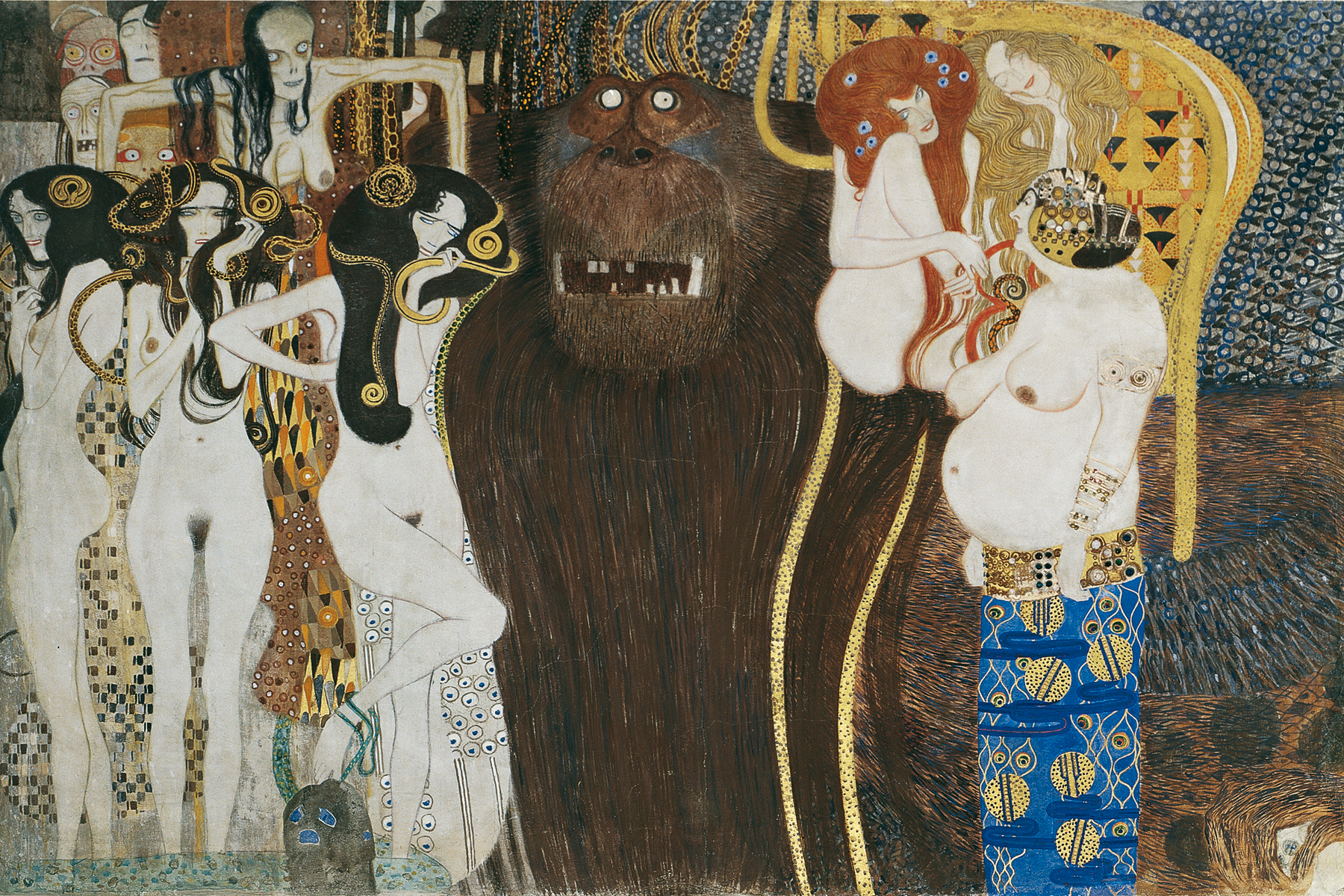
Deel van Klimts Beethovenfries (linker muur)

Het Secessionsgebouw (Duits: Secessionsgebäude) in Wenen werd in 1898 ontworpen door de architect Joseph Maria Olbrich. Het was de plek waar de kunstenaars van de Secession-stroming, de Oostenrijkse variant van de jugendstil, bij elkaar kwamen. Het Secessionsgebouw bevindt zich ongeveer aan de rand van de Karlsplatz en het begin van de Naschmarkt.
Aangezien dit mensen waren die zich van de “Academie” hadden afgescheiden was het ontwerp bedoeld om de draak te steken met de ideeën van het classicisme. In het decoratieprogramma is de laurier het centrale thema. Zo bestaat de koepel uit duizenden vergulde laurierbladeren en honderden laurierbessen. In de volksmond kreeg de koepel al gauw de bijnaam 'de vergulde kool'.
Op de buitenkant van het gebouw is het motto van de Wiener Secessioniten aangebracht ("Der Zeit ihre Kunst/ der Kunst ihre Freiheit"). Deze spreuk is afkomstig van Ludwig Hevesi (1843 - 1910), een Oostenrijks schrijver en journalist. Ook staat links van de ingang een verwijzing naar het blad van de vereniging ("Ver Sacrum" (L. heilige lente)). Naar verluidt heeft Gustav Klimt de naam van dit tijdschrift ontleend aan het gelijknamige gedicht uit 1820 van Ludwig Uhland (1787 - 1862).
Op de muren van een van de binnenruimtes schilderde Gustav Klimt in 1902 het Beethovenfries.

## Ver Sacrum
'Ver Sacrum' was bij de antieken een gebruik waarbij een groep jonge mannen uit het stamverband werd gestoten c.q. werd uitgezonden om nieuw land te veroveren om zo een nieuwe stam te stichten (vgl. Samnieten).

## Wetenswaardigheden
Het tentoonstellingsgebouw van de Weense Secession staat afgebeeld op het 50-eurocent muntstuk van Oostenrijk.